# Scincus
Scincus es un género de escincomorfos perteneciente a la familia Scincidae. Se distribuyen por la mitad norte de África, la península arábiga y hacia el este hasta Pakistán.

## Especies
Según The Reptile Database:
- Scincus albifasciatus Boulenger, 1890
- Scincus hemprichii Wiegmann, 1837
- Scincus mitranus Anderson, 1871
- Scincus scincus (Linnaeus, 1758)